# Травень 2007
Травень 2007 — п'ятий місяць 2007 року, що розпочався у вівторок 1 травня та закінчився у четвер 31 травня.

## Події
- 6 травня — Ніколя Саркозі у другому турі президентських виборів у Франції обраний президентом республіки, набравши 53% голосів проти майже 47% у Сеголена Руаяля. Він вступить на посаду 16 травня.
- 11-14 травня — урочисте святкування 50-річчя Харківського планетарію та проведення УкрАстроФоруму 2007.
- 12 травня:
  - У фіналі пісенного конкурсу Євробачення переможцем співачка із Сербії — Марія Шерифович з піснею «Molitva». Друге місце зайняла Вєрка Сердючка (Україна).
  - Відкриття 62-го музичного фестивалю Празька весна.
- 16 травня:
  - Ніколя Саркозі змінив Жака Ширака на посаді президента республіки; прем'єр-міністром замість Домініка де Вільпена став Франсуа Фійон (17 травня).
  - У фіналі Кубка УЄФА переможцем стала іспанська «Севілья», яка обіграла співвітчизників з Барселони.
- 23 травня — футбольний клуб «Мілан» став переможцем Ліги чемпіонів УЄФА сезону 2006/2007, обігравши у фіналі англійський «Ліверпуль» з рахунком 2:1.
- 27 травня — у фіналі кубка України з футболу київське «Динамо» переграло донецький «Шахтар».
- 30 травня — початок операції «Пікакс-гендл» у ході війни в Афганістані.